# Josef Georg Hörl

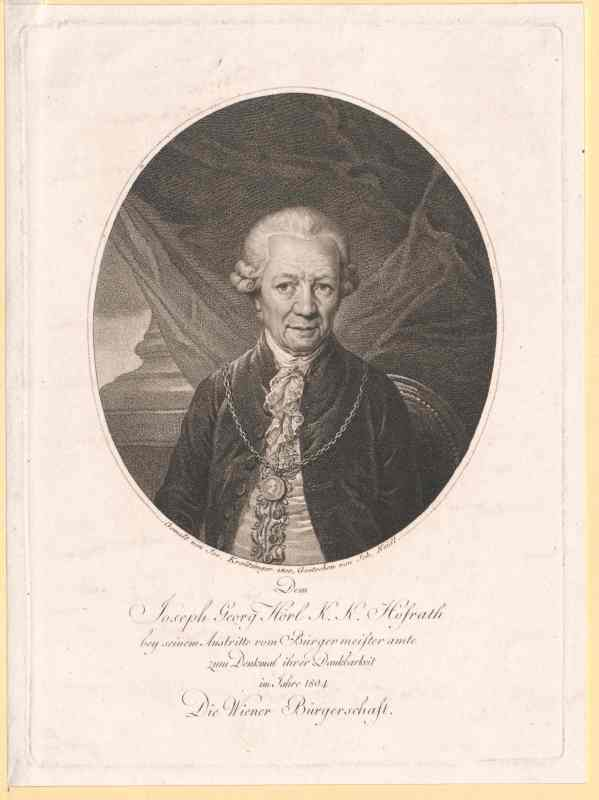
Josef Georg Hörl

Josef Georg Hörl (* 22. August 1722 in Wien; † 9. Dezember 1806 ebenda) war ein österreichischer Jurist und Bürgermeister von Wien.
Er wurde am 9. März 1747 zum Stadt- und Landgerichtsbeisitzer, am 24. Mai 1760 zum Magistratsrat gewählt und am 20. November 1764 zum ersten Mal zum Stadt- und Landrichter ernannt.
Hörl war unter den Monarchen Maria Theresia (bis 1780), Joseph II. (bis 1790), Leopold II. (bis 1792) und Franz II. (ab 1804 als Kaiser von Österreich: I.) vom 16. Februar 1773 bis zum 30. Oktober 1804 Bürgermeister von Wien und beriet ab 1778 auch Kaiser Joseph II. bei der Reorganisation der Verwaltung. In Hörls Amtszeit fiel die Errichtung des Allgemeinen Krankenhauses (1784), des Theaters in der Josefstadt (1788) und des Theaters an der Wien (1798–1801). 1784 wurde die Aufhebung der Kirchhöfe innerhalb  Wiens und das Verbot aller Begräbnisse in der Stadt und den Vorstädten veranlasst sowie 1799 der Bau der Wasserleitung in der Alservorstadt.
Hörl war mit einer Amtszeit von 31 Jahren, 9 Monaten und 14 Tagen der bis heute (Stand 2024) längstdienende Bürgermeister von Wien. Im Jahr 1870 wurde in Wien-Alsergrund (9. Bezirk) die Hörlgasse nach ihm benannt.